# Plagiognathus mexicanus
Plagiognathus mexicanus är en insektsart som beskrevs av Schuh 2001. Plagiognathus mexicanus ingår i släktet Plagiognathus och familjen ängsskinnbaggar. Inga underarter finns listade i Catalogue of Life.